# Rainer Ortleb

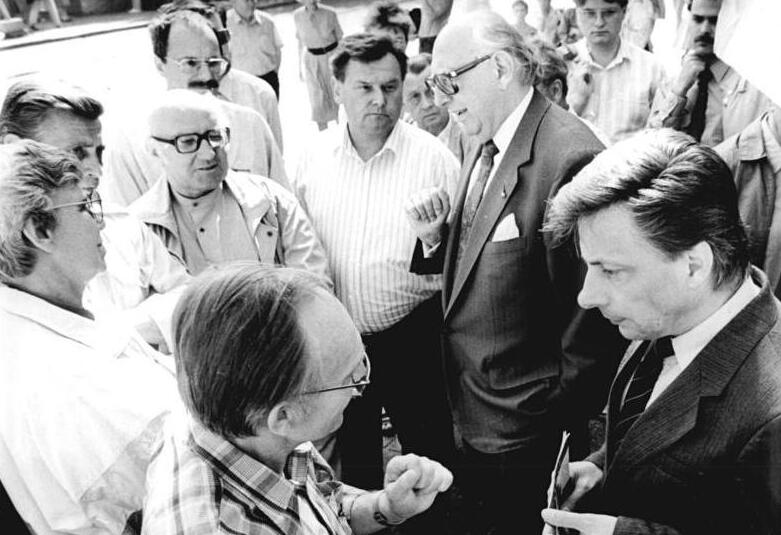
Rainer Ortleb (z prawej) podczas kampanii wyborczej z 1990 (wraz z Wolfgangiem Mischnickiem)

Rainer Ortleb (ur. 5 czerwca 1944 w Gerze) – niemiecki polityk, inżynier i nauczyciel akademicki, przewodniczący Liberalno-Demokratycznej Partii Niemiec, parlamentarzysta, od 1990 do 1991 minister ds. specjalnych, w latach 1991–1994 minister edukacji i nauki.

## Życiorys
Ukończył studia matematyczne na Uniwersytecie Technicznym w Dreźnie, doktoryzował się w 1971 na tej samej uczelni. Pracował na drezdeńskim uniwersytecie do 1982. Później przeniósł się na Uniwersytet w Rostocku, gdzie habilitował się w 1983 z nauk technicznych, a od 1989 zajmował stanowisko profesora.
W 1968 wstąpił do LDPD, koncesjonowanej partii liberalnej w NRD. W 1987 objął przewodnictwo jej zarządu powiatowego w Rostocku. Po zmianie nazwy z LDPD na LDP na jesieni 1989 został przewodniczącym partii, zastępując w tej roli Manfreda Gerlacha.
W marcu 1990 został wybrany do Izby Ludowej NRD, w której stanął na czele klubu poselskiego LDP/FDP. 3 października 1990 wraz z grupą innych deputowanych z NRD został dokooptowany do składu Bundestagu. Wybierany następnie do niższej izby niemieckiego parlamentu w wyborach w 1990 i 1994 (z listy krajowej FDP w Meklemburgii-Pomorzu Przednim). Mandat deputowanego wykonywał do 1998.
3 października 1990 dołączył do trzeciego rządu Helmuta Kohla jako minister do zadań specjalnych. 18 stycznia 1991 w jego czwartym gabinecie stanął na czele resortu edukacji i nauki. Ustąpił w lutym 1994 z powodów zdrowotnych.
W latach 1991–1994 pełnił obowiązki przewodniczącego FDP w Meklemburgii-Pomorzu Przednim. Od 1997 zajmował analogiczne stanowisko w Saksonii, z którego był zmuszony zrezygnować po klęsce wyborczej ugrupowania w wyborach w 1999. W 2001 z powodu negatywnego stosunku do Ingolfa Roßberga (burmistrza Drezna z ramienia FDP) wystąpił z partii.